# Conseil des régulateurs européens de l'énergie
Le Conseil des régulateurs européens de l'énergie (CEER, du sigle anglais Council of European Energy Regulators), créé le 7 mars 2000 rassemble les régulateurs des 27 États membres de l'Union européenne, du Royaume-Uni, de la Norvège et de l'Islande.
Il est basé à Bruxelles et est dirigé en 2013 par Natalie Mc Coy.

## Membres
| Pays               | Autorité | Abréviation |
| ------------------ | --- | ----------- |
| Allemagne          | Bundesnetzagentur für Elektrizität, Gas, Telekommunikation, Post und Eisenbahnen / Agence fédérale des réseaux        | BNetzA      |
| Autriche           | Energie-Control Austria / Contrôle de l'énergie d'Autriche                                                            | E-Control   |
| Belgique           | Commission pour la Régulation de l'Électricité et du Gaz                                                              | CREG        |
| Bulgarie           | State Energy & Water Regulatory Commission / Commission d'état de régulation de l'énergie et de l'eau                 | SEWRC       |
| Chypre             | Cyprus Energy Regulatory Authority / Autorité chypriote de régulation de l'énergie                                    | CERA        |
| Croatie            | Hrvatska energetska regulatorna agencija / Agence croate de régulation de l'énergie                                   | HERA        |
| Danemark           | Energitilsynet / Autorité danoise de la régulation de l'énergie                                                       | DERA        |
| Espagne            | La Comisión Nacional de los Mercados y la Competencia / Commission Nationale des Marchés et de la Concurrence         | CNMC        |
| Estonie            | Konkurentsiamet / Autorité estonienne de la concurrence                                                               | ECA         |
| Finlande           | Energiamarkkinavirasto / Autorité des marchés de l'énergie                                                            | EMV         |
| France             | Commission de régulation de l'énergie                                                                                 | CRE         |
| Grèce              | Ρυθμιστική Αρχή Ενέργειας / Autorité de régulation de l'énergie                                                       | PAE / RAE   |
| Hongrie            | Magyar Energetikai és Közmű-szabályozási Hivatal / Autorité de régulation de l'énergie et des installations publiques | MEKH        |
| Irlande            | Commission for Electricity Regulation / Commission pour la régulation de l'énergie                                    | CER         |
| Islande            | Orkustofnun / Autorité nationale de l'énergie                                                                         | Orkustofnun |
| Italie             | Autorità per l'Energia Elettrica e il Gas / Autorité pour l'énergie électrique et le gaz                              | AEEG        |
| Lettonie           | Sabiedrisko pakalpojumu regulçðanas komisija / Commission des installations publiques                                 | PUC         |
| Lituanie           | Valstybinė kainų ir energetikos kontrolės komisija / Commission de contrôle nationale pour les prix de l'énergie      | NCC         |
| Luxembourg         | Institut Luxembourgeois de Régulation                                                                                 | ILR         |
| Malte              | Malta Resources Authority / Autorité des ressources de Malte                                                          | MRA         |
| Pays-Bas           | Dutch Office of Energy Regulation / Autorité pour les consommateurs et les marchés                                    | ACM         |
| Norvège            | Norges vassdrags- og energidirektorat / Direction des ressources en eau et de l'énergie de Norvège                    | NVE         |
| Pologne            | Urząd Regulacji Energetyki / Bureau de régulation de l'énergie de Pologne                                             | URE         |
| Portugal           | Entidade Reguladora dos Serviços Energéticos / Autorité de régulation des services énergétiques                       | ERSE        |
| République tchèque | Energetický Regulační Úřad / Bureau de régulation de l'énergie                                                        | ERÙ/ERO     |
| Roumanie           | Antoritatea Nationala de Reglementare in domeniul Energiei / Autorité de régulation de l'énergie de Roumanie          | ANRE        |
| Royaume-Uni        | Office of Gas and Electricity Markets / Bureau des marchés du gaz et de l'électricité                                 | Ofgem       |
| Slovaquie          | Úrad pre reguláciu sieťových odvetví / Bureau de régulation pour les industries des réseaux                           | URSO        |
| Slovénie           | Javna Agencija Republike Slovenije za energijo / Agence de l'énergie de la république de Solovénie                    | AGEN        |
| Suède              | Energimarknadsinspektionen / Inspection des marchés de l'énergie                                                      | EI          |